# Podolínec
Podolínec (mađ. Podolin, njem. Pudlein, polj. Podoliniec) je grad u Prešovskom kraju u istočnoj Slovačkoj. Upravno pripada Okrugu Stará Ľubovňa.

## Zemljopis
Grad se nalazi u neposrednoj blizini rijeke Poprad u Spiš regiji. Od središta okruga Stare Lubovne udaljen je oko 15 km, a od Poprad 35 km.

## Povijest
Prvi pisani zapis o Podolinecu datira iz 1235. godine.  U travnju 1412., kralj Žigmund Luksemburški Podolínecu je dao status slobodnog kraljevskog grada, a kasnije te godine Ugovorom u Lubowli postao je dio Poljske u čijim je rukama ostao do 1772. Iako je politički ostao u Kraljevini Ugarskoj, Poljska je imala ekonomsku korist od grada. Grad je bio uključen u "Provinciju od 16 Spiš gradova" u 18. i 19. stoljeću, ali privilegije provincije su postupno smanjivale i na kraju je ukinuta, a Podolinec je uključen u Szepes županiju. Industrijska revolucija zaobišla je Podolínec i željeznička pruga u grad će doći tek 1893. godine, kada se počela industrija razvijati. Nakon Trianonskog sporazuma 1920. godine Podolínec je postao dio Čehoslovačke.

## Stanovništvo
| Godina:     | 1993. | 2003.   | 2013.   | 2023.   |
| ----------- | ----- | ------- | ------- | ------- |
| Broj ljudi: | 3062  | 3177    | 3235    | 3055    |
| Razlika:    |       | +3,75 % | +1,82 % | -5,56 % |

| Godina:     | 2022. | 2023.   |
| ----------- | ----- | ------- |
| Broj ljudi: | 3052  | 3055    |
| Razlika:    |       | +0,09 % |

Po popisu stanivništva iz 2001. godine grad je imao 3.173 stanovnika.
- Slovaci – 94,71 %
- Romi – 4,00 %
- Česi – 0,25 %

Prema vjeroispovijesti najviše je rimokatolika 90,89 %, grkokatolika 2,84 %, pravoslavca 5,23 %, luterana 2,24 % i ateista 2,14 %.

## Gradovi prijatelji
- Rytro, Poljska

## Vanjske poveznice
- Službena stranica grada

### Ostali projekti
|  | Zajednički poslužitelj ima još gradiva o temi Podolínec |